# Cecilia Maffei
Cecilia Maffei (* 19. November 1984 in Tione di Trento) ist eine ehemalige italienische Shorttrackerin.

## Werdegang
Maffeis erster internationaler Auftritt war bei der Juniorenweltmeisterschaft 2001. Zuvor war sie im Jahr 1998 bereits beim Viking Race Junioren im Eisschnelllauf in der Altersklasse 13 an den Start gegangen. Obwohl sie dort beim Sieg von Agnes Friesinger einen guten achten Rang belegte, entschied sie sich für den Shorttrack-Sport. Nachdem sie dort bei zwei Junioren-Weltmeisterschaften einmal ins Halbfinale über 1500 Meter eingezogen war, nominierte sie der italienische Verband im Oktober 2002 auch erstmals für den Shorttrack-Weltcup, wo sie mit der Staffel bei ihrem ersten Weltcupstart gleich Dritte wurde. Auch bei der Junioren-WM 2003 konnte sie erfolgreich teilnehmen, allerdings erreichte sie kein Finale.
Nachdem Maffei in der Weltcupsaison 2003/2004 ihren ersten Einzelstart beging, bei der Juniorenweltmeisterschaft 2004 aber weniger erfolgreich startete, bestritt sie in der Saison 2004/05 außer der Teamweltmeisterschaft kein internationales Rennen. Neben der Team-WM nahm sie im nächsten Jahr auch an den Weltmeisterschaften 2006 teil, bei der sie mit der Staffel die Bronzemedaille erringen konnte. Weil sie im Shorttrack-Weltcup 2006/07 in jedem 1500-m-Rennen an den Start ging, konnte sie, obwohl sie nicht über einen elften Platz als bestes Resultat herauskam, den siebten Rang im 1500-Meter-Weltcup erreichen. Über 1000 Meter verpasste sie als Sechste einmal sogar nur knapp den ersten Einzel-Finaleinzug ihrer Weltcup-Karriere. Mit der Staffel konnte sie dagegen in den Niederlanden ihren ersten Weltcupsieg feiern, allerdings in der Abwesenheit einiger Topnationen und einem Starterfeld von nur fünf Staffeln. Bei den Europameisterschaften 2007 in Sheffield gewann sie die Silbermedaille mit der Staffel.
Im Weltcup 2007/08 schnitt Maffei weniger erfolgreich ab, es gelang ihr im Einzel keine einzige Top-10-Platzierung, auch mit der Staffel verpasste sie einen erneuten Sieg, wenn sie auch zwei zweite Plätze einfahren konnte. Der Shorttrack-Weltcup 2008/09 begann für Maffei mit einem zehnten Platz über 1500 Meter und erreichte damit ihr bestes Einzelergebnis der Saison. Mit der Staffel wurde sie zweimal Zweite und einmal Dritte. Ihre besten Resultate bei den Olympischen Winterspielen 2010 in Vancouver waren der 21. Platz über 1000 m und der sechste Rang mit der Staffel. Bei den Teamweltmeisterschaften 2010 in Bormio holte sie die Bronzemedaille. In der Saison 2010/11 errang sie beim Weltcup in Shanghai und in Moskau jeweils den dritten Platz mit der Staffel. Bei den Europameisterschaften 2011 in Heerenveen gewann sie Bronze mit der Staffel. In der folgenden Saison siegte sie beim Weltcup in Nagoya mit der Staffel und holte bei den Europameisterschaften 2012 in Mladá Boleslav die Silbermedaille mit der Staffel. In der Saison 2012/13 errang sie in Shanghai und in Sotschi und in der Saison 2013/14 in Kolomna jeweils den dritten Platz mit der Staffel. Bei den Weltmeisterschaften 2014 in Montreal gewann Maffei mit der Staffel Bronze. Im Februar 2016 holte sie in Dresden mit der Staffel ihren dritten Weltcupsieg. Bei den Europameisterschaften 2016 in Sotschi gewann sie die Bronzemedaille mit der Staffel. In der Saison 2016/17 wurde sie beim Weltcup in Dresden und in Minsk jeweils Zweite mit der Staffel. Bei den Europameisterschaften 2017 in Turin holte sie Gold mit der Staffel. Im November 2017 kam sie beim Weltcup in Shanghai auf den dritten Platz mit der Staffel.

## Weltcupsiege im Team
| Nr. | Datum            | Ort          |
| --- | ---------------- | ------------ |
| 1.  | 4. Februar 2007  | Heerenveen 1 |
| 2.  | 4. Dezember 2011 | Nagoya 2     |
| 3.  | 7. Februar 2016  | Dresden 3    |

## Persönliche Bestzeiten
- 500 m      44,425 s (aufgestellt am 28. März 2010 in Bormio)
- 1000 m    1:28,982 min (aufgestellt am 12. November 2016 in Salt Lake City)
- 1500 m    2:21,982 min (aufgestellt am 8. Dezember 2012 in Shanghai)
- 3000 m    5:24,948 min (aufgestellt am 15. November 2015 in Bormio)